# 京都国際学生映画祭
京都国際学生映画祭は、1997年に開催されて以来、毎年2月に京都府で開かれている日本最大規模の学生映画祭のひとつである。2024年度で27回目の開催となる。
過去の出身者には、『舟を編む』で日本アカデミー賞の最優秀作品賞を含む六冠の受賞を果たした石井裕也監督や、『シャン・チー/テン・リングスの伝説』(マーベル・シネマティック・ユニバース)で知られるデスティン・ダニエル・クレットン監督、『ありふれた教室』で第96回アカデミー賞の国際長編映画賞にノミネートされたイルケル・チャタク監督、第79回ヴェネツィア国際映画祭でクィア獅子賞を受賞したアレックス・シャード監督、第70回カンヌ国際映画祭で短編パルム・ドールを受賞したチウ・ヤン監督など、国内外で高い評価を得ている監督たちがいる。
国際学生映画祭としては日本最大規模を誇り、学生映画祭としては東京学生映画祭に並ぶ規模を、関西圏においては関西学生映画祭以上の規模を持つ。

## 概要
日本国内に留まらず、全世界の学生から映像作品を募集し、実行委員が募集作品の中から上映作品を選定。その後、著名な映画監督らで構成された最終審査員による選考を経て、最高賞である「グランプリ」など他各賞を決定する。
「コンペティション」をメインプログラムとし、その他様々な企画とともに毎年秋に1週間に渡って開催。
また、他の映画祭との連携・招待作品上映、プロの映画監督の学生時代作品の上映、関西の学生監督作品特集、審査員作品上映なども行っている。

## 賞構成
- グランプリ
  - 長編グランプリ（第13回～第17回）
  - 短編グランプリ（第13回～第17回）
  - 実写部門グランプリ（第18回～第21回）
  - アニメーション部門グランプリ（第18回～第21回）

- 準グランプリ（第1回～第12回、第22回～）

- 最終審査員賞

- 学生賞（第2回）
  - 奨励賞（第3回・第4回）
  - 実行委員賞（第13回～第15回、第24回～）

- 観客賞（第11回～第21回）

## 主な出身監督

### 日本国内
| 名前                      | 受賞歴                              | 後の主なフィルモグラフィ | 後の主な受賞・ノミネート歴 |
| ------------------------- | ----------------------------------- | --- | --- |
| 深川栄洋                  | 第2回-入選                          | 『白夜行』 『神様のカルテ』シリーズ 『トワイライト ささらさや』 『ドクター・デスの遺産』 『桜のような僕の恋人』 | 第61回ベルリン国際映画祭パノラマ部門正式出品。 |
| 日向朝子                  | 第3回-奨励賞 第4回-入選             | 『好きっていいなよ。』 | |
| 筧昌也                    | 第3回-入選                          | 『美女缶』 『Sweet Rain 死神の精度』 『仮面ライダーゼロワン』(ドラマ) | |
| 保坂大輔                  | 第3回-入選 第8回-入選               | 『犬鳴村』(脚本) 『樹海村』(脚本) 『牛首村』(脚本) | |
| 松村浩行                  | 第6回-準グランプリ                  | 『TOCHKA』 | 第22回東京国際映画祭日本映画ある視点部門ノミネート |
| 瀬田なつき                | 第6回-入選                          | 『嘘つきみーくんと壊れたまーちゃん』 『PARKS パークス』 | 第9回TAMA映画祭最優秀監督賞受賞。 |
| 真利子哲也                | 第7回-グランプリ                    | 『ディストラクション・ベイビーズ』 『宮本から君へ』 | 第69回ロカルノ国際映画祭最優秀新進監督賞受賞。 第38回ヨコハマ映画祭新人監督賞受賞。 第62回ブルーリボン賞監督賞受賞。 |
| 上野境介                  | 第7回-入選                          | 『きさらぎ駅』(プロデューサー) | |
| 石井裕也                  | 第9回-入選                          | 『川の底からこんにちは』 『舟を編む』 『ぼくたちの家族』 『バンクーバーの朝日』 『映画 夜空はいつでも最高密度の青色だ』 『町田くんの世界』 『茜色に焼かれる』                                                                             | 第60回ベルリン国際映画祭フォーラム部門正式出品。 第53回ブルーリボン賞監督賞受賞。 第37回日本アカデミー賞最優秀作品賞・最優秀監督賞受賞。 芸術選奨文部科学大臣新人賞受賞。 第6回TAMA映画祭最優秀作品賞受賞。 第67回ベルリン国際映画祭フォーラム部門正式出品。 第12回アジア・フィルムアワード監督賞受賞。 第39回ヨコハマ映画祭作品賞・脚本賞受賞。 第9回TAMA映画祭最優秀作品賞受賞。 |
| 加藤マニ                  | 第9回-入選                          | 冨田ラボ『この世は不思議』(MV) キュウソネコカミ『ビビった』(MV) | SPACE SHOWER MUSIC VIDEO AWARD最優秀ミュージックビデオ賞受賞。 |
| 坂元友介                  | 第10回-準グランプリ                 | 『蒲公英の姉』 『ウィリー・ウィンキー』 『ナポリタンの夜』 | 第11回文化庁メディア芸術祭アニメーション部門審査員推薦作品。 第17回文化庁メディア芸術祭アニメーション部門審査員推薦作品。 第16回広島国際アニメーションフェスティバル優秀賞受賞。 |
| 水江未来                  | 第10回-入選                         | 『MODERN No.2』 『WONDER』 | 文化庁メディア芸術祭アニメーション部門審査員推薦作品。 第68回ヴェネツィア国際映画祭オリゾンティ部門ノミネート。 第34回アヌシー国際アニメーション映画祭SACEM賞(音楽賞)受賞。 第36回アヌシー国際アニメーション映画祭CANAL+Cretive Aid賞(仏テレビ局賞)受賞。 第64回ベルリン国際映画祭短編コンペティション部門ノミネート。                                                             |
| 前野朋哉                  | 第11回-準グランプリ                 | 連続テレビ小説『マッサン』(出演) 連続テレビ小説『わろてんか』(出演) 『桐島、部活やめるってよ』(出演) 『ハケンアニメ!』(出演) | 第4回TAMA映画祭最優秀作品賞受賞（キャストとして）。 第44回ヨコハマ映画祭審査員特別賞受賞（キャストととして）。 第14回TAMA映画祭最優秀作品賞受賞（キャストとして）。 |
| 今泉かおり (佐土原かおり) | 第11回-準グランプリ                 | 『聴こえてる、ふりをしただけ』 | 第62回ベルリン国際映画祭ジェネレーション14プラス部門審査員特別賞受賞。 |
| 吉野竜平                  | 第11回-入選                         | 『あかぼし』 『スプリング、ハズ、カム』 『君は永遠にそいつらより若い』 | 第25回東京国際映画祭日本映画・ある視点部門ノミネート。 第28回東京国際映画祭日本映画スプラッシュ部門ノミネート。 第33回東京国際映画祭TOKYOプレミア2020ノミネート。 |
| 渡辺紘文                  | 第11回-入選                         | 『そして泥船をゆく』 『プールサイドマン』 『叫び声』 | 第26回東京国際映画祭日本映画スプラッシュ部門ノミネート。 第28回東京国際映画祭日本映画スプラッシュ部門作品賞受賞。 第32回東京国際映画祭日本映画スプラッシュ部門監督賞受賞。 |
| 廣原暁                    | 第12回-準グランプリ                 | 『世界グッドモーニング!!』 『返事はいらない』 | 第61回ベルリン国際映画祭フォーラム部門正式出品。 第24回東京国際映画祭日本映画・ある視点部門ノミネート。 |
| 折笠良                    | 第12回-入選                         | 『水準原点』 | ザグレブ国際アニメーション映画祭2016短編部門ゴールデン・ザグレブ賞(準グランプリ)受賞。 オタワ国際アニメーション映画祭2016実験・抽象作品賞受賞。 |
| 木村文洋                  | 第12回-特別招待                     | 『愛のゆくえ（仮）』 | 第25回東京国際映画祭日本映画ある視点部門ノミネート。 |
| 太田達成                  | 第15回-短編グランプリ 第16回-入選   | 『石がある』 | 第73回ベルリン国際映画祭フォーラム部門正式出品。 第23回東京フィルメックス日本映画部門ノミネート。 |
| 二宮健                    | 第15回-観客賞 第17回-長編グランプリ | 『THE LIMIT OF SLEEPING BEAUTY-リミット・オブ・スリーピング ビューティ-』 『チワワちゃん』 『とんかつDJアゲ太郎』 『真夜中乙女戦争』 | |
| 渡部亮平                  | 第15回-入選                         | 『哀愁しんでれら』 『3月のライオン』2部作(脚本) 『ビブリア古書堂の事件手帖』(脚本) 『エヴァンゲリオン ビヨンド』(舞台) | |
| 山口淳太                  | 第15回-入選                         | 『ドロステのはてで僕ら』 『リバー、流れないでよ』 | 第15回TAMA映画祭特別賞受賞。 |
| 白石慶子                  | 第15回-入選                         | 『みんなのうた』 『37セカンズ』(アニメーション) 『暗殺教室』(エンディングアニメーション) 『あそびあそばせ』(エンディングアニメーション) 『ケンガンアシュラ』(エンディングアニメーション) 『地縛少年花子くん』(エンディングアニメーション) | |
| 酒井麻衣                  | 第15回-特別招待                     | 『美しい彼』シリーズ 『明日、私は誰かのカノジョ』(ドラマ) | |
| 中村祐太郎                | 第16回-最終審査員賞 第18回-入選     | 『太陽を掴め』 | 第29回東京国際映画祭日本映画スプラッシュ部門ノミネート。 |
| ぶんけい (柿原朋哉)       | 第17回-特別招待 第18回-特別招待     | 『MONDAYS/このタイムループ、上司に気づかせないと終わらない』(企画) 「パオパオチャンネル」(YouTube) | |
| 冠木佐和子                | 第18回-入選                         | 『おかあさんにはないしょ』 『夏のゲロは冬の肴』 | サウス・バイ・サウスウェスト2015審査員特別賞受賞 第41回アヌシー国際アニメーション映画祭学生部門審査員賞受賞。 |
| ヤング・ポール            | 第18回-特別招待                     | 『ゴーストマスター』 | 第40回ポルト国際映画祭最優秀作品賞受賞。 |
| 平柳敦子                  | 第19回-特別招待                     | 『オー・ルーシー!』 『モダンラブ・東京』 | サンダンス・NHK国際映像作家賞受賞作品。 第57回カンヌ国際映画祭シネフォンダシオン部門ノミネート。 第33回インディペンデント・スピリット賞新人作品賞ノミネート。 |
| 黄夢璐                    | 第24回-最終審査員賞                 | 『およげるネコ』 | 第74回カンヌ国際映画祭シネフォンダシオン部門ノミネート。 |

### 海外
| 名前                             | 受賞歴                                          | 後の主なフィルモグラフィ                                                             | 後の主な受賞・ノミネート歴 |
| -------------------------------- | ----------------------------------------------- | ------------------------------------------------------------------------------------ | --- |
| ウルリケ・グロート               | 第7回-入選                                      | 『ランナウェイ』                                                                     | 第78回アカデミー賞短編実写映画賞ノミネート。 |
| クリスティナ・グロゼヴァ         | 第8回-入選                                      | 『Jump』 『ザ・レッスン/授業の代償』 『グローリー』                                  | 第25回ヨーロッパ映画賞短編映画賞ノミネート。 第63回ベルリン国際映画祭アルテ国際賞受賞。 第27回東京国際映画祭審査員特別賞受賞。 第28回サン・セバスティアン国際映画祭最優秀新人監督賞受賞。 テッサロニキ国際映画祭2014最優秀脚本賞受賞。 第69回ロカルノ国際映画祭特別賞受賞。 |
| デスティン・ダニエル・クレットン | 第10回-入選                                     | 『ショート・ターム』 『黒い司法 0%からの奇跡』 『シャン・チー/テン・リングスの伝説』 | サンダンス映画祭2009審査員賞受賞。 サウス・バイ・サウスウェスト2013審査員賞・観客賞受賞。 |
| アンナ・カゼジャク               | 第10回-入選                                     | 『Obietnica』                                                                        | 第65回ベルリン国際映画祭ジェネレーション14プラス部門ノミネート。 |
| カトリン・ゲッペ                 | 第11回-入選                                     | 『Nothing Bad Can Happen』 『ペリカン・ブラッド』                                    | 第66回カンヌ国際映画祭ある視点部門ノミネート。 第76回ヴェネツィア国際映画祭オリゾンティ部門ノミネート。 |
| Kuba Czekaj                      | 第11回-入選 第13回-グランプリ 第14回-グランプリ | 『Baby Bump』 『The Erlprince』                                                      | 第72回ヴェネツィア国際映画祭クィア獅子賞スペシャルメンション受賞。 第67回ベルリン国際映画祭ジェネレーション14プラス部門ノミネート。 |
| 徐漢強                           | 第16回-入選                                     | 『返校 言葉が消えた日』                                                              | 第56回金馬奨最優秀新人監督賞・最優秀脚色賞受賞。 |
| パトリック・ヴォールラス         | 第17回-短編グランプリ                           | 『Everything Will Be Okay』                                                          | 第88回アカデミー賞短編映画賞ノミネート。 |
| イルケル・チャタク               | 第18回-最終審査員賞                             | 『ありふれた教室』                                                                   | 第96回アカデミー賞国際長編映画賞ノミネート。 |
| ニナ・ガンツ                     | 第19回- アニメーション部門グランプリ            | 『Edmond』                                                                           | 第69回英国アカデミー賞英国短編アニメ賞受賞。 サンダンス映画祭2016短編審査員賞受賞。 第28回ヨーロッパ映画賞短編映画賞ノミネート。 サウス・バイ・サウスウェスト2016短編アニメーション賞ノミネート。                                                                           |
| チウ・ヤン                       | 第19回-入選                                     | 『A Gentle Night』 『空室の女』                                                      | 第70回カンヌ国際映画祭短編部門パルム・ドール受賞。 第74回ベルリン国際映画祭エンカウンターズ部門ノミネート。 第25回東京フィルメックスコンペティション部門ノミネート。 |
| Michiael Labarca                 | 第19回-入選                                     | 『The Guilt, Probably』                                                              | 第69回カンヌ国際映画祭シネフォンダシオン部門ノミネート。 |
| カーチャ・ベンラート             | 第20回-入選                                     | 『Watu Wote: All of Us』                                                             | 第90回アカデミー賞短編映画賞ノミネート。 |
| アレックス・シャード             | 第21回-入選                                     | 『Skin Deep』                                                                        | 第79回ヴェネツィア国際映画祭クィア獅子賞受賞。 |
| Kim Lea Sakkal                   | 第24回-グランプリ                               | 『Immaculata』                                                                       | 第77回カンヌ国際映画祭クィア・パルムノミネート。 |

## 受賞と候補作一覧

### 第1回（1997年） - 第10回（2007年）
目次 : 第1回（1997年） - 第2回（1999年） - 第3回（2000年） - 第4回（2001年） - 第5回（2002年） - 第6回（2003年） - 第7回（2004年） - 第8回（2005年） - 第9回（2006年） - 第10回（2007年）
第1回（1997年）
- ゲスト審査員：北野武(お笑いタレント・映画監督)

| 賞           | 監督名   | 作品名                    |
| ------------ | -------- | ------------------------- |
| グランプリ   | 該当なし | 該当なし                  |
| 準グランプリ | 該当なし | 該当なし                  |
| 特別招待     | 倉田健次 | 『PERMANENT GREEN LIGHT』 |
| 入選         | 粟島憲郎 | 『Flash Back』            |

第2回（1999年）
- ゲスト審査員：是枝裕和(映画監督)

| 賞           | 監督名     | 作品名             |
| ------------ | ---------- | ------------------ |
| グランプリ   | 該当なし   | 該当なし           |
| 準グランプリ | 該当なし   | 該当なし           |
| 審査員賞     | 与那覇政之 | 『ゆらぎの憧憬』   |
| 審査員賞     | 西田裕彦   | 『くも』           |
| 学生賞       | 神酒大亮   | 『バス停』         |
| 入選         | 深川栄洋   | 『全力ボンバイエ』 |
| 入選         | 山口ヒロキ | 『深夜臓器』       |

第3回（2000年）
- 最終審査員：青山真治(映画監督)、黒沢清(映画監督)、諏訪敦彦(映画監督)

| 賞           | 監督名     | 作品名                       |
| ------------ | ---------- | ---------------------------- |
| グランプリ   | 該当なし   | 該当なし                     |
| 準グランプリ | 該当なし   | 該当なし                     |
| 奨励賞       | 日向朝子   | 『SEESAW』                   |
| 奨励賞       | 村一寸     | 『チョンのまのオーガズム戯』 |
| 入選         | 筧昌也     | 『ハライセ』                 |
| 入選         | 保坂大輔   | 『ダイナマイト青春』         |
| 入選         | 坪田義史   | 『でかいメガネ』             |
| 入選         | 笠木望     | 『きみのジャージはどこ』     |
| 入選         | 上坂政宗   | 『サイクリング』             |
| 入選         | 細貝昌也   | 『思い出機械』               |
| 入選         | 高柳元気   | 『三月』                     |
| 入選         | 嘉悦基光   | 『OVERTONE』                 |
| 入選         | 井上雅彦   | 『八月、8mm』                |
| 入選         | 内田佳瑞子 | 『覗く月』                   |
| 入選         | 吉田理紗   | 『massage』                  |

第4回（2001年）
- 最終審査員：塩田明彦(映画監督)、高橋洋(脚本家)、佐藤真(ドキュメンタリー作家)

| 賞           | 監督名   | 作品名                     |
| ------------ | -------- | -------------------------- |
| グランプリ   | 該当なし | 該当なし                   |
| 準グランプリ | 該当なし | 該当なし                   |
| 奨励賞       | 中澤佑   | 『コンビニエンスストアハ』 |
| 奨励賞       | 原田拓朗 | 『ここは楽園ではない』     |
| 奨励賞       | 尾﨑学   | 『我論』                   |
| 入選         | 日向朝子 | 『万・華・鏡』             |
| 入選         | 原田隼   | 『標本』                   |
| 入選         | 早川真吾 | 『標本』                   |
| 入選         | 石田薫   | 『肖像のキズ』             |
| 入選         | 木村明子 | 『ざくろの夢』             |
| 入選         | 辻淳     | 『だめ男爵』               |

第5回（2002年）
- 最終審査員：篠崎誠(映画監督)、万田邦敏(映画監督)、藤岡朝子(山形ドキュメンタリー映画祭コーディネーター)

| 賞           | 監督名               | 作品名                                                     |
| ------------ | -------------------- | ---------------------------------------------------------- |
| グランプリ   | 該当なし             | 該当なし                                                   |
| 準グランプリ | 小谷忠典             | 『子守唄』                                                 |
| 準グランプリ | 高橋愛               | 『桃色クロス』                                             |
| 準グランプリ | 内田雅章             | 『蘇州の猫』                                               |
| 準グランプリ | 合田典彦             | 『明るい部屋』                                             |
| 入選         | 加瀬澤充             | 『あおぞら』                                               |
| 入選         | 保立友司             | 『僕のまわりで起きたこと～ビデオカメラには何が映ったか～』 |
| 入選         | 比志島温             | 『泡』                                                     |
| 入選         | 小林貴裕             | 『home』                                                   |
| 入選         | 田中見和             | 『田中見和短編集』                                         |
| 入選         | Suwan Huangsirisakul | 『Pink House』                                             |
| 入選         | Marzena Grzegorczyk  | 『Faithful』                                               |
| 入選         | Marko Simic          | 『On the Road』                                            |

第6回（2003年）
- 最終審査員：澤井信一郎(映画監督)、井土紀州(脚本家)、岸野雄一(スタディスト)

| 賞           | 監督名               | 作品名                             |
| ------------ | -------------------- | ---------------------------------- |
| グランプリ   | Suwan Huangsirisakul | 『Immortal Sky』                   |
| 準グランプリ | 松村浩行             | 『YES MAN / NO MAN / MORE YESMAN』 |
| 準グランプリ | 水藤友基             | 『予備の木』                       |
| 入選         | 瀬田なつき           | 『爆弾娘疾走』                     |
| 入選         | 軸原洋輔             | 『影わずらひ』                     |
| 入選         | 武田美貴             | 『褻の日晴れの日』                 |
| 入選         | 濱田弘典             | 『片思いの春夏秋冬』               |
| 入選         | 佐藤裕介             | 『雨と冒険』                       |
| 入選         | Shalom Hager         | 『True Grace』                     |

第7回（2004年）
- 最終審査員：瀬々敬久(映画監督)、樋口泰人(映画批評家)、市山尚三(東京国際映画祭・東京フィルメックスプログラムディレクター)

| 賞           | 監督名             | 作品名                   |
| ------------ | ------------------ | ------------------------ |
| グランプリ   | 真利子哲也         | 『マリコ三十騎』         |
| 準グランプリ | 岡太地             | 『トロイの欲情』         |
| 準グランプリ | 青山あゆみ         | 『春雨ワンダフル』       |
| 入選         | 武田美貴           | 『あいにくの日々』       |
| 入選         | 岡田茂             | 『月がとっても青いから』 |
| 入選         | 上野境介           | 『雷寛』                 |
| 入選         | 細川龍作           | 『僕は悪い子』           |
| 入選         | 土屋周市           | 『湧く赤』               |
| 入選         | 板倉善之           | 『日の底で』             |
| 入選         | ウルリケ・グロート | 『One Way Ticket』       |
| 入選         | セイフィ・テオマン | 『Apartman』             |
| 入選         | Silvio Helbig      | 『Transport』            |
| 入選         | Joel Godfroid      | 『Ergon』                |
| 入選         | Sigal Mordechai    | 『America』              |

第8回（2005年）
- 最終審査員：井口奈己(映画監督)、梅本洋一(映画批評家)、松本正己(映画批評家、作家)

| 賞           | 監督名                   | 作品名                     |
| ------------ | ------------------------ | -------------------------- |
| グランプリ   | Marian Balog             | 『LooP』                   |
| 準グランプリ | 細川龍作                 | 『痛いの痛いの飛んでゆけ』 |
| 準グランプリ | Sim Seow-Knee            | 『Concomitance』           |
| 入選         | 保坂大輔                 | 『世界は彼女のためにある』 |
| 入選         | 村山圭吾                 | 『モリムラ』               |
| 入選         | 武田光紀                 | 『生存者、機長と副機長』   |
| 入選         | 宮原寛                   | 『ブウルインキキ』         |
| 入選         | 金鋼浩                   | 『三人打ち』               |
| 入選         | 西有志郎                 | 『宿題』                   |
| 入選         | 松野泉                   | 『目蓋の影に色彩を』       |
| 入選         | ヤジマチサト士           | 『ワイルドホーシズ』       |
| 入選         | クリスティナ・グロゼヴァ | 『The Last Shepherd Girl』 |
| 入選         | Natalie Braun            | 『Last Supper』            |
| 入選         | Jasmin Gordon            | 『Pari1951』               |
| 入選         | Franziska Cordes         | 『GRETEL』                 |
| 入選         | Suny Behar               | 『Chaos Theory』           |

第9回（2006年）
- 最終審査員：風間志織(映画監督)、志摩敏樹(映画プロデューサー)、大寺眞輔(映画批評家)

| 賞           | 監督名           | 作品名             |
| ------------ | ---------------- | ------------------ |
| グランプリ   | 該当なし         | 該当なし           |
| 準グランプリ | Filip Marczewski | 『MELODRAMA』      |
| 準グランプリ | Dani Rosenberg   | 『The Red Toy』    |
| 入選         | 石井裕也         | 『反逆次郎の恋』   |
| 入選         | 加藤マニ         | 『Kinkiri』        |
| 入選         | 青木克齊         | 『へなこ』         |
| 入選         | 志子田勇         | 『革命前夜』       |
| 入選         | 小嶋健作         | 『底無』           |
| 入選         | 八百悟志         | 『ぬけがら』       |
| 入選         | 傍島篤夫         | 『夜のシャララ』   |
| 入選         | 若松良           | 『フツウの人たち』 |

第10回（2007年）
- 最終審査員：荻上直子(映画監督)、渡辺あや(脚本家)、棗田良成(プロデューサー)

| 賞           | 監督名                           | 作品名                      |
| ------------ | -------------------------------- | --------------------------- |
| グランプリ   | 小林達夫                         | 『少年と町』                |
| 準グランプリ | 坂元友介                         | 『蒲公英の姉』              |
| 準グランプリ | 佐藤文郎                         | 『兄、行則の日記より』      |
| 入選         | 水江未来                         | 『LOST UTOPIA』             |
| 入選         | 小栗はるひ                       | 『パンツの華』              |
| 入選         | 秋山貴人                         | 『スーパー大学生 片岡次郎』 |
| 入選         | デスティン・ダニエル・クレットン | 『Deacons Mondays』         |
| 入選         | Lowell Frank                     | 『Deacons Mondays』         |
| 入選         | アンナ・カゼジャク               | 『A FEW SIMPLE WORDS』      |
| 入選         | Gldeon Latzman                   | 『On the Same Floor』       |
| 入選         | Michael McLennan                 | 『Go Quickly』              |
| 入選         | Chan Tung Ching                  | 『Delilah』                 |
| 入選         | Jan Wagner                       | 『PORNO』                   |

### 第11回（2008年） - 第20回（2017年）
目次 : 第11回（2008年） - 第12回（2009年） - 第13回（2010年） - 第14回（2011年） - 第15回（2012年） - 第16回（2013年） - 第17回（2014年） - 第18回（2015年） - 第19回（2016年） - 第20回（2017年）
第11回（2008年）
- 最終審査員：波多野哲朗(映像評論家・映像作家)、春岡勇二(映画評論家)、宮岡秀行(映画作家)

| 賞           | 監督名           | 作品名                      |
| ------------ | ---------------- | --------------------------- |
| グランプリ   | 該当なし         | 該当なし                    |
| 準グランプリ | 頃安祐良         | 『穢れ多き、人に非ず』      |
| 準グランプリ | 前野朋哉         | 『GO GO まりこ』            |
| 準グランプリ | 今泉かおり       | 『ゆめの楽園、嘘の国』      |
| 観客賞       | 吉野竜平         | 『月のかげ』                |
| 入選         | 渡辺紘文         | 『八月の軽い豚』            |
| 入選         | 朴美和           | 『東京アリラン』            |
| 入選         | 加藤隆           | 『THE CLOCKWORK CITY』      |
| 入選         | カトリン・ゲッベ | 『Daffodils』               |
| 入選         | Kuba Czekaj      | 『BEYOND THE HORIZON』      |
| 入選         | Chris Caliman    | 『The Family Keeps It All』 |
| 入選         | Mihai Grecu      | 『Coagulate』               |

第12回（2009年）
- 最終審査員：熊切和嘉(映画監督)、安岡卓治(映画プロデューサー)、伊藤高志(京都芸術大学映画学科教授)
- 応募作品数：247作品(国内160作品、海外87作品)

| 賞           | 監督名               | 作品名                                             |
| ------------ | -------------------- | -------------------------------------------------- |
| グランプリ   | イ・サンウ           | 『Mother Is a Whore』                              |
| 準グランプリ | 廣原暁               | 『世界グッドモーニング‼』                          |
| 準グランプリ | Javier Loarte        | 『Martina and the moon』                           |
| 入選         | 折笠良               | 『浪疾の人～或る小説家の話～』                     |
| 入選         | 舟木健児             | 『Pal』                                            |
| 入選         | 堤真矢               | 『ラストメモリー：Which one is your last memory?』 |
| 入選         | 竹内友彦             | 『etude』                                          |
| 入選         | 石井沙貴             | 『日常の悪魔』                                     |
| 入選         | 篠原彩子             | 『baby complex』                                   |
| 入選         | マーヴィン・クレン   | 『Schautag』                                       |
| 入選         | クリストフ・ライナー | 『FAWN』                                           |
| 入選         | Nilias Chryssos      | 『THE GRANDFATHER』                                |

第13回（2010年）
- 最終審査員：安藤モモ子(映画監督)、北大路隆志(映画批評家・京都芸術大学映像学科准教授)、相良啓司(京都精華大学教授)
- 応募作品数：207作品(国内147作品、海外60作品)

| 賞             | 監督名           | 作品名                               | 製作国         |
| -------------- | ---------------- | ------------------------------------ | -------------- |
| 長編グランプリ | Kuba Czekaj      | 『Don't Be Afraid of the Dark Room』 | ポーランド     |
| 短編グランプリ | Leo Bridle       | 『Train of Thought』                 | イギリス       |
| 短編グランプリ | Ben Thomas       | 『Train of Thought』                 | イギリス       |
| 最終審査員賞   | 大西栄理子       | 『おってくらんし』                   | 日本           |
| 最終審査員賞   | 山本聖           | 『野望の激流』                       | 日本           |
| 最終審査員賞   | イ・サンウ       | 『Father Is a Dog』                  | 韓国           |
| 実行委員賞     | 野中晶史         | 『眠らせ先生！』                     | 日本           |
| 実行委員賞     | ダニアル・リフキ | 『Children of Mud』                  | インドネシア   |
| 入選           | 頃安祐良         | 『Goodnight bad Morining』           | 日本           |
| 入選           | 高野徹           | 『濡れるのは恋人たちだけはない』     | 日本           |
| 入選           | 川辺良太         | 『そこにいるあいだ』                 | 日本           |
| 入選           | 我真りあ         | 『無』                               | アメリカ合衆国 |

第14回（2011年）
- 最終審査員：四ノ宮浩(ドキュメンタリー映画監督)、松倉友二(アニメーションプロデューサー)
- 応募作品数：247作品(国内171作品、海外76作品)

| 賞             | 監督名               | 作品名                         | 製作国     |
| -------------- | -------------------- | ------------------------------ | ---------- |
| 長編グランプリ | Kuba Czekaj          | 『TWIST & BLOOD』              | ポーランド |
| 短編グランプリ | 佐久川満月           | 『グランマァの話』             | 日本       |
| 最終審査員賞   | 大城愛香             | 『ゴヤリーナとサンゴ礁』       | 日本       |
| 最終審査員賞   | 南翔也               | 『プレイバック・プレイボール』 | 日本       |
| 観客賞         | 山田慧伍             | 『激情とビードロ』             | 日本       |
| 観客賞         | Julia Bossert        | 『Elli & Rihard』              | ドイツ     |
| 実行委員賞     | Frorian Heinzen-Ziob | 『Wachstum』                   | ドイツ     |
| 実行委員賞     | Tom Bewilogua        | 『1000Grammm』                 | ドイツ     |
| 入選           | 奥山由之             | 『パニックコミック』           | 日本       |
| 入選           | 原口甲斐             | 『EGOISM』                     | 日本       |
| 入選           | 山口直哉             | 『短編映像作品「死神」』       | 日本       |
| 入選           | Mo Hyung-Lee         | 『Hand Maid』                  | 韓国       |
| 入選           | Igor Chojna          | 『THE STAIN』                  | ポーランド |
| 入選           | Hanning Marqua       | 『The Bochum Boys』            | ドイツ     |

第15回（2012年）
- 最終審査員：真利子哲也(映画監督)、水江未来(アニメーション監督)、由良泰人(大阪成蹊大学准教授)
- 応募作品数：362作品(国内235作品、海外127作品)

| 賞             | 監督名              | 作品名                         | 製作国           |
| -------------- | ------------------- | ------------------------------ | ---------------- |
| 長編グランプリ | Gan De Lange        | 『Nest』                       | イスラエル       |
| 短編グランプリ | 太田達成            | 『海外志向』                   | 日本             |
| 最終審査員賞   | 加藤郁夫            | 『くつした』                   | 日本             |
| 最終審査員賞   | Jan-Gerrit Seyler   | 『The Philatelist』            | ドイツ           |
| 最終審査員賞   | Gaurav N Simpi      | 『MAGNET』                     | インド           |
| 観客賞         | 二宮健              | 『大童貞の大冒険』             | 日本             |
| 実行委員賞     | Florian Knittel     | 『Light Years』                | ドイツ           |
| 入選           | 渡部亮平            | 『かしこい狗は、吠えずに笑う』 | 日本             |
| 入選           | 山口淳太            | 『翼よごらん あれが恋の灯だ』  | 日本             |
| 入選           | 白石慶子            | 『いないいないばあば』         | 日本             |
| 入選           | 敦賀零              | 『僕たちの結合と不都合』       | 日本             |
| 入選           | 杉目七瀬            | 『小野寺たまこの初恋』         | 日本             |
| 入選           | 小田憲和            | 『そこに在るとして』           | 日本             |
| 入選           | Hon-Ren Chen        | 『See you next life』          | 台湾             |
| 入選           | Yi-Jyun Lu          | 『Criminal』                   | 台湾             |
| 入選           | Ruby Railey         | 『This is Libby』              | ニュージーランド |
| 入選           | Barbara Szewczyk    | 『Chained by Corsets』         | ポーランド       |
| 入選           | Jie Lu              | 『One Shoe walks barefoot』    | ドイツ           |
| 入選           | Elizabeth Sevenoaks | 『Roots of the Hidden』        | イギリス         |

第16回（2013年）
- 最終審査員：マイケル・アリアス(映画監督)、直井卓俊(映画プロデューサー)、太田米男(大阪芸術大学教授)
- 応募作品数：357作品(国内212作品、海外145作品)

| 賞             | 監督名           | 作品名                           | 製作国     |
| -------------- | ---------------- | -------------------------------- | ---------- |
| 長編グランプリ | Hong-Ren Chen    | 『Before Summer Rain』           | 台湾       |
| 短編グランプリ | Fabian Driehorst | 『The Scrapman』                 | ドイツ     |
| 最終審査員賞   | 中村祐太郎       | 『ぼんぼん』                     | 日本       |
| 最終審査員賞   | 大城良輔         | 『あきちあそび』                 | 日本       |
| 最終審査員賞   | Mariko Minoguchi | 『KARLS DEATH』                  | ドイツ     |
| 観客賞         | 黒木智輝         | 『CYCLOID』                      | 日本       |
| 入選           | 三原慧悟         | 『友達がいない』                 | 日本       |
| 入選           | 太田達成         | 『みるひと』                     | 日本       |
| 入選           | 片岡大樹         | 『さよなら、さよなら、さよなら』 | 日本       |
| 入選           | 榎本耕次         | 『藪の中』                       | 日本       |
| 入選           | 高木清香         | 『藍と赤』                       | 日本       |
| 入選           | 岩瀬夏織里       | 『婆ちゃの金魚』                 | 日本       |
| 入選           | HSIEH Ting-Hang  | 『Doppelganger』                 | 日本       |
| 入選           | 徐漢強           | 『After Dark』                   | 台湾       |
| 入選           | Nachman Picovsky | 『Method』                       | イスラエル |
| 入選           | Christoph Wermke | 『Pride of the East』            | ドイツ     |

第17回（2014年）
- 最終審査員：原一男(映画監督)、中井圭(映画評論家)、ドン・ブラウン(映画翻訳家)
- 応募作品数：350作品(国内163作品、海外187作品)

| 賞             | 監督名                   | 作品名                                 | 製作国         |
| -------------- | ------------------------ | -------------------------------------- | -------------- |
| 長編グランプリ | 二宮健                   | 『小村は何故、真顔で涙を流したのか？』 | 日本           |
| 長編グランプリ | 近藤啓介                 | 『小村は何故、真顔で涙を流したのか？』 | 日本           |
| 長編グランプリ | 永田佳大                 | 『小村は何故、真顔で涙を流したのか？』 | 日本           |
| 短編グランプリ | パトリック・ヴォールラス | 『Ketchup Kid』                        | オーストラリア |
| 最終審査員賞   | Daniel Wawrzyniak        | 『Albert』                             | ポーランド     |
| 入選           | 幸洋子                   | 『黄色い気球とばんの先生』             | 日本           |
| 入選           | 宗俊宏                   | 『また明日、会いましょう』             | 日本           |
| 入選           | 比嘉賢多                 | 『沖縄/大和』                          | 日本           |
| 入選           | マーク・ガーストーファー | 『Salvation』                          | オーストラリア |
| 入選           | Emmanuel Osei-Kuffour    | 『生まれつき』                         | アメリカ合衆国 |
| 入選           | Andrej Gontcharov        | 『BERLIN TROIKA』                      | ドイツ         |
| 入選           | Luca Zuberbuhler         | 『LOTHAR』                             | スイス         |
| 入選           | Pedro Collantes          | 『セロリ』                             | オランダ       |

第18回（2015年）
- 最終審査員：沖田修一(映画監督)、李鳳宇(映画プロデューサー)、木下小夜子(アニメーション作家)
- 応募作品数：217作品(国内123作品、海外96作品)

| 賞                            | 監督名               | 作品名                   | 製作国     |
| ----------------------------- | -------------------- | ------------------------ | ---------- |
| 実写部門グランプリ            | Lily Erlinger        | 『The Bad Old US』       | ドイツ     |
| アニメーション部門 グランプリ | 坂下直               | 『その家の名前』         | 日本       |
| 最終審査員賞                  | 山元環               | 『ゴロゴロバタンキュー』 | 日本       |
| 最終審査員賞                  | イルケル・チャタク   | 『Fidelity』             | ドイツ     |
| 入選                          | 中村祐太郎           | 『雲の屑』               | 日本       |
| 入選                          | 冠木佐和子           | 『おかあさんにないしょ』 | 日本       |
| 入選                          | 宗俊宏               | 『CAMEO’n Me』           | 日本       |
| 入選                          | 石谷恵               | 『かたすみの鱗』         | 日本       |
| 入選                          | 中内友紀恵           | 『I'm here』             | 日本       |
| 入選                          | 上水樽力             | 『I'm here』             | 日本       |
| 入選                          | 梁佳緒里             | 『mind scape』           | 日本       |
| 入選                          | 伊藤圭吾             | 『何も見なくていい』     | 日本       |
| 入選                          | Chia-YaoWang         | 『100 Apples』           | 台湾       |
| 入選                          | Marta Trela          | 『Laughter in the Dark』 | ポーランド |
| 入選                          | Luzie Loose          | 『New World』            | ドイツ     |
| 入選                          | Igor Shin Moromisato | 『Cachorro Loko』        | ドイツ     |

第19回（2016年）
- 最終審査員：富岡邦彦(脚本家)、土居伸彰(新千歳空港国際アニメーション映画祭ディレクター)、坂本安美(アンスティチュ・フランセ日本映画プログラム主任)
- 応募作品数：539作品(国内168作品、海外371作品)

| 賞                            | 監督名               | 作品名                   | 製作国         |
| ----------------------------- | -------------------- | ------------------------ | -------------- |
| 実写部門グランプリ            | Sebastian Schmidl    | 『Darling』              | オーストラリア |
| アニメーション部門 グランプリ | ニナ・ガンツ         | 『Edmond』               | イギリス       |
| 最終審査員賞                  | 稲田眞幹             | 『トオリ雨』             | 日本           |
| 最終審査員賞                  | 大内りえ子           | 『私には未来がある』     | 日本           |
| 最終審査員賞                  | Satindar Singh Bedi  | 『ALICE』                | インド         |
| 入選                          | 竹中貞人             | 『虎穴にイラズンバ』     | 日本           |
| 入選                          | 岡崎恵理             | 『FEED』                 | 日本           |
| 入選                          | 山中澪               | 『物語たちへ』           | 日本           |
| 入選                          | 円香                 | 『愛のかかと』           | 日本           |
| 入選                          | Tsevelmaa Densmaa    | 『The Road』             | モンゴル       |
| 入選                          | Qiu Yang             | 『Under the Sun』        | オーストラリア |
| 入選                          | Junjie“Jake”Zhang    | 『Pokey Pokey』          | アメリカ合衆国 |
| 入選                          | Aleksandra Terpińska | 『America』              | ポーランド     |
| 入選                          | Nadja Andrasev       | 『The Noise of Licking』 | ハンガリー     |
| 入選                          | Matthias Koßmehl     | 『Sweeper’s Pride』      | ドイツ         |
| 入選                          | Michael Labarca      | 『The guilt, probably』  | ベネズエラ     |

第20回（2017年）
- 最終審査員：山下敦弘(映画監督)、水尻自子(映像作家)、大寺眞輔(映画批評家)
- 応募作品数：485作品(国内129作品、海外356作品)

| 賞                            | 監督名                 | 作品名                   | 製作国         |
| ----------------------------- | ---------------------- | ------------------------ | -------------- |
| 実写部門グランプリ            | 加納土                 | 『沈没家族』             | 日本           |
| アニメーション部門 グランプリ | Renata Gąsiorowska     | 『Pussy』                | ポーランド     |
| 最終審査員賞                  | 小光                   | 『here AND there』       | 日本           |
| 最終審査員賞                  | Rodrigo Ruiz Patterson | 『Australia』            | メキシコ       |
| 最終審査員賞                  | Jennifer Zheng         | 『Tough』                | イギリス       |
| 入選                          | 田中大貴               | 『FILAMENT』             | 日本           |
| 入選                          | 福田芽衣               | 『チョンティチャ』       | 日本           |
| 入選                          | カーチャ・ベンラート   | 『Watu Wote: All of Us』 | ドイツ         |
| 入選                          | ティム・エルリッヒ     | 『SARA THE DANCER』      | ドイツ         |
| 入選                          | Ji-young Lim           | 『Noise』                | 韓国           |
| 入選                          | Sebastian Mayr         | 『The Wedding』          | オーストラリア |
| 入選                          | Xiya Lan               | 『I think I love you』   | アメリカ合衆国 |
| 入選                          | Yudho Aditya           | 『PRIA』                 | アメリカ合衆国 |
| 入選                          | Natalia Grofpel        | 『Dolls Letters』        | ロシア         |
| 入選                          | Alexander Turpin       | 『Generation Mars』      | ノルウェー     |
| 入選                          | Yan Dan Wong           | 『Race』                 | イギリス       |

### 第21回（2018年） - 第27回（2024年）
目次 : 第21回（2018年） - 第22回（2019年） - 第23回（2020年） - 第24回（2021年） - 第25回（2022年） - 第26回（2023年） - 第27回（2024年）
第21回（2018年）
- 最終審査員：二宮健(映画監督)、廣瀬純(映画批評家)、和田淳(映像作家)
- 応募作品数：588作品(国内98作品、海外480作品)

| 賞                            | 監督名               | 作品名                     | 製作国         |
| ----------------------------- | -------------------- | -------------------------- | -------------- |
| 実写部門グランプリ            | Jonas Riemer         | 『Mascarpone』             | ドイツ         |
| アニメーション部門 グランプリ | Jorn Leeuwerink      | 『Flower Found!』          | オランダ       |
| 最終審査員賞                  | Arian Vazirdaftari   | 『LIKE A GOOD KID』        | イラン         |
| 最終審査員賞                  | Fernanda Tovar       | 『The Place of Oblivion』  | メキシコ       |
| 最終審査員賞                  | Pierre Ropars        | 『Overrun』                | フランス       |
| 最終審査員賞                  | Antonin Derory       | 『Overrun』                | フランス       |
| 最終審査員賞                  | Diane Thirault       | 『Overrun』                | フランス       |
| 最終審査員賞                  | Jérémie Cottard      | 『Overrun』                | フランス       |
| 最終審査員賞                  | Matthieu Druaud      | 『Overrun』                | フランス       |
| 最終審査員賞                  | Adrien Zumbihl       | 『Overrun』                | フランス       |
| 観客賞                        | Lynn Oona Baur       | 『Little Red Riding Hood』 | ドイツ         |
| 入選                          | 副島しのぶ           | 『ケアンの首達』           | 日本           |
| 入選                          | アレックス・シャード | 『ENDLING』                | ドイツ         |
| 入選                          | 邱士杰               | 『Fundamental』            | 台湾           |
| 入選                          | Hugo GLAVIER         | 『The Net』                | 韓国           |
| 入選                          | Yeo-ul Han           | 『At her own pace』        | 韓国           |
| 入選                          | Vika Evdokimenko     | 『AAMIR』                  | アメリカ合衆国 |
| 入選                          | Paula Konjušić       | 『10』                     | クロアチア     |
| 入選                          | Veronica Solomon     | 『Love Me, Fear Me』       | ドイツ         |
| 入選                          | Jan-Eric Mack        | 『Facing Mecca』           | スイス         |

第22回（2019年）
- 最終審査員：瀬々敬久(映画監督)、鈴木卓爾(映画監督)、大西礼芳(女優)
- 応募作品数：277作品(国内101作品、海外176作品)

| 賞           | 監督名                        | 作品名                        | 製作国     |
| ------------ | ----------------------------- | ----------------------------- | ---------- |
| グランプリ   | Florence Bouvy                | 『TILL THE END OF THE WORLD』 | オランダ   |
| 準グランプリ | Fanny Ovesen                  | 『She-Pack』                  | ノルウェー |
| 最終審査員賞 | 吉田奈津美                    | 『ひとひら』                  | 日本       |
| 最終審査員賞 | 町田梨華                      | 『ひとひら』                  | 日本       |
| 最終審査員賞 | Brwa Vahabpour                | 『The Shepherd』              | ノルウェー |
| 最終審査員賞 | Charline Parisot              | 『No Gravity』                | フランス   |
| 最終審査員賞 | Jérémy Cissé                  | 『No Gravity』                | フランス   |
| 最終審査員賞 | Fioretta Caterina Cosmidis    | 『No Gravity』                | フランス   |
| 最終審査員賞 | FloreAllier-Estrada           | 『No Gravity』                | フランス   |
| 最終審査員賞 | Maud Lemaître-Blanchart       | 『No Gravity』                | フランス   |
| 最終審査員賞 | Ludovic Abraham               | 『No Gravity』                | フランス   |
| 入選         | 白磯大知                      | 『中村屋酒店の兄弟』          | 日本       |
| 入選         | 竹中貞人                      | 『羊と蜜柑と日曜日』          | 日本       |
| 入選         | 河谷忍                        | 『リベンジ！』                | 日本       |
| 入選         | 呂逸飛                        | 『捨てられた種』              | 中国 日本  |
| 入選         | ルーカス・ナスラス            | 『Kippah』                    | ドイツ     |
| 入選         | Colin Huang                   | 『Just in Time』              | 台湾       |
| 入選         | LEUNG Wing Ho                 | 『One Way Ticket』            | 香港       |
| 入選         | Yonatan Shehoah               | 『TERROR』                    | イスラエル |
| 入選         | François et Vincent Lluelles  | 『Untamed』                   | フランス   |
| 入選         | Valérian DESTERNE             | 『AFTER THE RAIN』            | フランス   |
| 入選         | Rebecca BLACK                 | 『AFTER THE RAIN』            | フランス   |
| 入選         | Céline COLLIN                 | 『AFTER THE RAIN』            | フランス   |
| 入選         | Juan Olarte                   | 『AFTER THE RAIN』            | フランス   |
| 入選         | Juan Pablo DE LA ROSA ZALAMEA | 『AFTER THE RAIN』            | フランス   |
| 入選         | Carlos Osmar SALAZAR TORNERO  | 『AFTER THE RAIN』            | フランス   |
| 入選         | Lucile PALOMINO               | 『AFTER THE RAIN』            | フランス   |
| 入選         | Mélanie Lopez                 | 『The Stained Club』          | フランス   |
| 入選         | Simon Boucly                  | 『The Stained Club』          | フランス   |
| 入選         | Marie Ciesielski              | 『The Stained Club』          | フランス   |
| 入選         | Alice Jaunet                  | 『The Stained Club』          | フランス   |
| 入選         | Chan Stéphie Peang            | 『The Stained Club』          | フランス   |
| 入選         | Béatrice Viguier              | 『The Stained Club』          | フランス   |

第23回（2020年）
- 最終審査員：大九明子(映画監督)、河合勇人(映画監督)、小林達夫(映画監督)
- 応募作品数：372作品(国内100作品、海外272作品)

| 賞           | 監督名               | 作品名                                 | 製作国     |
| ------------ | -------------------- | -------------------------------------- | ---------- |
| グランプリ   | Mehrshad Ranjbar     | 『Talker』                             | イラン     |
| 準グランプリ | KIM Yul-hee          | 『We bloom』                           | 韓国       |
| 準グランプリ | David Dincer         | 『The Coral Guardian』                 | ドイツ     |
| 最終審査員賞 | 岡田詩歌             | 『ワンダフル千鳥足 in ワンダーランド』 | 日本       |
| 最終審査員賞 | Roh Dohyeon          | 『Pick-up』                            | 韓国       |
| 最終審査員賞 | Joscha Bongard       | 『Young, Fragile』                     | ドイツ     |
| 入選         | 千阪拓也             | 『こちら放送室よりトム少佐へ』         | 日本       |
| 入選         | 宮原拓也             | 『sweep.』                             | 日本       |
| 入選         | アルカディ・カハート | 『Masel Tov Cocktail』                 | ドイツ     |
| 入選         | Mickey Paatzsch      | 『Masel Tov Cocktail』                 | ドイツ     |
| 入選         | LIN PO-YU            | 『GROWING PAINS』                      | 台湾       |
| 入選         | SeungHui HYUN        | 『Signature』                          | 韓国       |
| 入選         | Marcjanna Urbańska   | 『Home』                               | ポーランド |
| 入選         | Christina Tournatzés | 『CARGO』                              | ドイツ     |
| 入選         | Daniel Meier         | 『BONBON』                             | ドイツ     |
| 入選         | Myrte Ouwerkerk      | 『OFFBEAT』                            | オランダ   |
| 入選         | Clara Stephanie      | 『Empty Spaces』                       | イギリス   |
| 入選         | Schieber Lorenesi    | 『Empty Spaces』                       | イギリス   |

第24回（2021年）
- 最終審査員：行定勲(映画監督)、矢崎仁司(映画監督)、真利子哲也(映画監督)、矢田部吉彦(東京国際映画祭前プログラム・ディレクター)
- 応募作品数：315作品(国内172作品、海外143作品)

| 賞           | 監督名                    | 作品名                        | 製作国         |
| ------------ | ------------------------- | ----------------------------- | -------------- |
| グランプリ   | Kim Lea Sakkal            | 『Intermezzo』                | ドイツ         |
| 準グランプリ | 塩川孝良                  | 『スケルツォ』                | 日本           |
| 準グランプリ | 戸松幹太                  | 『スケルツォ』                | 日本           |
| 準グランプリ | Hugo Caby                 | 『Migrants』                  | フランス       |
| 準グランプリ | Antoine Dupriez           | 『Migrants』                  | フランス       |
| 準グランプリ | Aubin Kubiak              | 『Migrants』                  | フランス       |
| 準グランプリ | Lucas Lermytte            | 『Migrants』                  | フランス       |
| 準グランプリ | Zoé Devise                | 『Migrants』                  | フランス       |
| 最終審査員賞 | 黄夢璐                    | 『およげるネコ』              | 日本           |
| 最終審査員賞 | 板野侑衣子                | 『魚の目』                    | 日本           |
| 最終審査員賞 | ますだあやこ              | 『魚の目』                    | 日本           |
| 最終審査員賞 | 渡邉安悟                  | 『獰猛』                      | 日本           |
| 最終審査員賞 | 三代朋也                  | 『難若者』                    | 日本           |
| 実行委員賞   | 服部正和                  | 『FRONTIER』                  | 日本           |
| 実行委員賞   | Filip Diviak              | 『Sounds between the Crowns』 | チェコ         |
| 入選         | 大野キャンディス真奈      | 『愛ちゃん物語♡』             | 日本           |
| 入選         | 堂ノ本敬太                | 『海底悲歌』                  | 日本           |
| 入選         | 川崎たろう                | 『ドーナツ・ホール』          | 日本           |
| 入選         | 金子勲矩                  | 『The Balloon Catcher』       | 日本           |
| 入選         | 田村鞠果                  | 『Final Deathtination』       | アメリカ合衆国 |
| 入選         | Lam Cheuk Him             | 『Jesus “Loving“ Christ』     | 香港           |
| 入選         | Chris Zahariev            | 『One Elevator Apart』        | ブルガリア     |
| 入選         | Victor CHAGNIOT           | 『COLZA』                     | フランス       |
| 入選         | Camille BROUTIN           | 『COLZA』                     | フランス       |
| 入選         | Matthieu DAURES           | 『COLZA』                     | フランス       |
| 入選         | Victoria DE MILLO GREGORY | 『COLZA』                     | フランス       |
| 入選         | Maxime JOUNIOT            | 『COLZA』                     | フランス       |
| 入選         | Jade KHOO                 | 『COLZA』                     | フランス       |
| 入選         | Adrien COMMUNIER          | 『La Source des Montagnes』   | フランス       |
| 入選         | Camille DI DIO            | 『La Source des Montagnes』   | フランス       |
| 入選         | Benjamin FRANCOIS         | 『La Source des Montagnes』   | フランス       |
| 入選         | Pierre GORICHON           | 『La Source des Montagnes』   | フランス       |
| 入選         | Briag MALLAT              | 『La Source des Montagnes』   | フランス       |
| 入選         | Marianne MOISY            | 『La Source des Montagnes』   | フランス       |

第25回（2022年）
- 最終審査員：早川千絵(映画監督)、犬童一心(映画監督)、李闘士男(映画監督)
- 応募作品数：385作品(国内160作品、海外225作品)

| 賞                | 監督名            | 作品名                              | 製作国         |
| ----------------- | ----------------- | ----------------------------------- | -------------- |
| グランプリ        | OH Han-wool       | 『Lunchbox』                        | 韓国           |
| 準グランプリ      |                   |                                     |                |
| Yanis Belaid      | 『セーヌ川の涙』  | フランス                            |                |
| Eliott Benard     | 『セーヌ川の涙』  | フランス                            |                |
| Nicolas Mayeur    | 『セーヌ川の涙』  | フランス                            |                |
| Etienne Moulin    | 『セーヌ川の涙』  | フランス                            |                |
| Hadrien Pinot     | 『セーヌ川の涙』  | フランス                            |                |
| Lisa Vicente      | 『セーヌ川の涙』  | フランス                            |                |
| Philippine Singer | 『セーヌ川の涙』  | フランス                            |                |
| Alice Letailleur  | 『セーヌ川の涙』  | フランス                            |                |
| 最終審査員賞      | YU CHE WU         | 『The Falling Angels』              | 台湾           |
| 最終審査員賞      | Jung Sehee        | 『The things we hoped last summer』 | 韓国           |
| 最終審査員賞      | FEDERICO RUSSOTTO | 『THE OPPONENT』                    | イタリア       |
| 実行委員賞        | 若林萌            | 『サカナ島胃袋三腸目』              | 日本           |
| 入選              | 劉波              | 『ただいま』                        | 日本           |
| 入選              | 徐逸文            | 『帰る』                            | 日本           |
| 入選              | Su Sion           | 『Jitterbug』                       | 韓国           |
| 入選              | Kim Eunkyung      | 『SHELTER』                         | 韓国           |
| 入選              | Jo Yukyeong       | 『The Woman with the Dog』          | 韓国           |
| 入選              | Sajjad ShahHatami | 『Identibye』                       | イラン         |
| 入選              | Yuehan Tan        | 『Restless Is the Night』           | アメリカ合衆国 |
| 入選              | Li Anne Liew      | 『Where No One Lives』              | アメリカ合衆国 |
| 入選              | Steve Bache       | 『Fatjona』                         | ドイツ         |
| 入選              | Lina Kalcheva     | 『Other Half』                      | イギリス       |

第26回（2023年）
- 最終審査員：大江崇允(映画監督・脚本家)、山口淳太(映画監督)、山戸結希(映画監督)
- 応募作品数：434作品(国内134作品、海外300作品)

| 賞           | 監督名                         | 作品名                 | 製作国   |
| ------------ | ------------------------------ | ---------------------- | -------- |
| グランプリ   | 楊宇安                         | 『映画の夢』           | 中国     |
| 準グランプリ | Park Hodeom                    | 『Life of Dongwoo』    | 韓国     |
| 最終審査員賞 | Kwon Chan Young                | 『MICROWAVE LOVE』     | 韓国     |
| 最終審査員賞 | Kiarash Dadgar                 | 『The Steak』          | イラン   |
| 最終審査員賞 | Cheun Shi Chin                 | 『Durian Trees』       | 台湾     |
| 実行委員賞   | Lee Euntaek                    | 『Fresh』              | 韓国     |
| 入選         | 平尾匠                         | 『喝采』               | 日本     |
| 入選         | 羽部空海                       | 『DOCOOK』             | 日本     |
| 入選         | 許願                           | 『SEWING LOVE』        | 日本     |
| 入選         | ソフィア・アヤラ               | 『Returning South』    | ドイツ   |
| 入選         | Yang ji-Won                    | 『Between Us』         | 韓国     |
| 入選         | Park Jongwoo                   | 『EXMACHINA』          | 韓国     |
| 入選         | GUAN Lichen                    | 『Hell-World Judge』   | 韓国     |
| 入選         | Gong Bochen                    | 『Lost in Count』      | 中国     |
| 入選         | Thanachanok Padungchaipoomthai | 『The Crooker Lovers』 | タイ     |
| 入選         | Alixe Devaux                   | 『Hellscape』          | フランス |
| 入選         | Camile Leroux                  | 『Hellscape』          | フランス |
| 入選         | Felicia Poggi                  | 『Hellscape』          | フランス |
| 入選         | Clemence Lacoume               | 『Hellscape』          | フランス |
| 入選         | Lara Briere                    | 『Hellscape』          | フランス |
| 入選         | Valentine Wilke                | 『Hellscape』          | フランス |

第27回（2024年）
- 最終審査員：今泉力哉(映画監督)、立川譲(映画監督)、荒木啓子(ぴあフィルムフェスティバルディレクター)
- 応募作品数：511作品(国内134作品、海外377作品)

| 賞           | 監督名               | 作品名                                    | 製作国         |
| ------------ | -------------------- | ----------------------------------------- | -------------- |
| グランプリ   | 吳鎮序               | 『How to Find Your Comrade in a Trance?』 | 中国           |
| 準グランプリ | Hadrien Maton        | 『Stabat Mater』                          | フランス       |
| 準グランプリ | Quentin Wittevrongel | 『Stabat Mater』                          | フランス       |
| 準グランプリ | Arnaud Mege          | 『Stabat Mater』                          | フランス       |
| 準グランプリ | Coline Thelliez      | 『Stabat Mater』                          | フランス       |
| 準グランプリ | William Defrance     | 『Stabat Mater』                          | フランス       |
| 最終審査員賞 | Gervaise Gauthier    | 『Dissonance』                            | フランス       |
| 最終審査員賞 | Agathe Sénéchal      | 『On the 8th day』                        | フランス       |
| 最終審査員賞 | Alicia Massez        | 『On the 8th day』                        | フランス       |
| 最終審査員賞 | Elise Debruyne       | 『On the 8th day』                        | フランス       |
| 最終審査員賞 | Flavie Carin         | 『On the 8th day』                        | フランス       |
| 最終審査員賞 | Théo Duhautois       | 『On the 8th day』                        | フランス       |
| 最終審査員賞 | Choi Nahye           | 『MM, UH, OH, AH』                        | 韓国           |
| 実行委員賞   | 関駿太               | 『ボウル ミーツ ガール』                  | 日本           |
| 入選         | 永井哲太             | 『BOY MEETS HOME』                        | 日本           |
| 入選         | 栗原侑莉             | 『にわとりはじめてとやにつく』            | 日本           |
| 入選         | キム・ソンジェ       | 『REDMNAN』                               | 日本           |
| 入選         | 孫博驍               | 『The Burden』                            | 韓国           |
| 入選         | Lee Euntaek          | 『The hills of birds』                    | 韓国           |
| 入選         | Chung Jaehoon        | 『Birthday Blowout』                      | 韓国           |
| 入選         | JANG Jae-Woo         | 『Vortex』                                | 韓国           |
| 入選         | HONG Seung gi        | 『Chaehwa』                               | 韓国           |
| 入選         | Jaime Morados        | 『Searching for Sol』                     | フィリピン     |
| 入選         | Rui Song             | 『Heirloom』                              | アメリカ合衆国 |

## 歴史・沿革
第1回（1997年）　「京都映画祭」の一部門として映画サークルに所属する学生スタッフにより学生映画を特集する上映会が行われる。ゲストに北野武を迎え、シンポジウム「北野武監督、学生と語る」を行った。
第2回（1999年）　京都映画祭の一部門として事務局も同映画祭に設置され開催される。ゲストに是枝裕和を迎え、シンポジウム「是枝裕和監督、学生と語る」を行った。
第3回（2000年）　「大学コンソーシアム京都」設立イベントの一環「京都学生映画祭」として、1999年の同スタッフが独自の単年企画として開催する。ゲストに黒沢清、蓮實重彦を迎え、特別シンポジウム「自主制作映画の可能性」を行った。
第4回（2001年）　海外の学生作品の募集を始める。名称が「京都国際学生映画祭」となる。デジタル編集講座、佐藤真特別講座　他
第5回（2002年）　大学コンソーシアム京都の主催事業となる。シネマカフェ「アンデパンダン」、トークセッション　他
第6回（2003年）　文化庁の支援を受ける。新京極映画祭、京都学生祭典との連携スタート。特別講義〜映画と音楽との関係性〜、ワークショップ〜映画はどこで物語を発見するのか〜、ワールドプログラム　他
第7回（2004年）　海外からの応募が200本を超える。アニメーション特集、『蒼ざめたる馬』上映、京都シネック特集　他
第8回（2005年）　コンペティション部門作品総応募数が400本を超える。 2004年度入選監督特集、新京極映画祭連携企画、京都学生祭典連携企画　他
第9回（2006年）　Milan Balog（前年度グランプリ作品監督）のスロバキア作品上映、『天使の卵』上映、高林陽一初期作品特集　他
第10回（2007年）　会場はART COMPLEX1928、京都シネマ。特別招待作品、特別連携企画　他
第11回（2008年）　会場は京都シネマ、同志社大学寒梅館ハーディーホール。観客賞設置開始。山村浩二と山下敦弘を迎えたトークショー、著名映画監督の学生時代作品上映　他
第12回（2009年）　東京学生映画祭との連携開始。加藤久仁生トークショー「"つみきのいえ"に至るまで」、加藤久仁生×津堅信之トークショー、『落第はしたけれど』活弁映画上映、科学・芸術映画特集　他
第13回（2010年）　小林達夫監督（2007年度グランプリ作品監督）×渡辺あや脚本の『カントリーガール』オープニング上映、オーバーハウゼン国際短編映画祭特集、関西学生監督作品特集、高校生作品特集　他

## 組織
学生（大学生・大学院生・専門学校生、高校生不可）で構成された実行委員会が中心となって企画運営を行っている。
実行委員会は京都大学・同志社大学・立命館大学・京都市立芸術大学・京都工芸繊維大学・京都外国語大学・佛教大学・大阪大学・大阪芸術大学などの関西圏の様々な大学からの有志により構成されている。

## 連携企画
京都国際学生映画祭は多くの連携企画を行っている。
同じく大学コンソーシアム京都主催の京都学生祭典では、京都会館にて新作映画の上映を行っている。
2007年、『オリヲン座からの招待状』
2008年、『ブタがいた教室』上映、映画監督の前田哲来場(10月12日)。
また、新京極映画祭とも連携している。
2008年、実験映画特集(11月8、9日)。牧野貴、伊藤高志、作品上映後にトークショー。会場は三条通のle club jazz。